# 1871 v loďstvech
Tento článek obsahuje významné události v oblasti loďstev v roce 1871.

## Lodě vstoupivší do služby
- květen –  SMS Lissa – kasematová obrněná loď

- prosinec –  Conte Verde – obrněná loď třídy Principe di Carignano